# 592
592 је била преступна година.

## Догађаји
- Цар Маврикије враћа од Авара и Словена утврђење Сингидунум (савремени Београд). Противинвазијом на Балкану, византијске трупе повећавају плату пљачкањем на непријатељској територији.
- 28. јануар – Краљ Гунтрам, стар 59 година, умире после 31-годишње владавине, а наследио га је његов нећак Чилдеберт II, који постаје владар Бургундије. Сахрањен је у цркви Светог Марцела од Шалона, у Шалон-сур-Саону (источна Француска).
- Ариулф постаје други војвода од Сполета (Средња Италија).
- Битка код Воден'с Бурга: После масовног убиства у Воден'с Бургу, близу Марлбороуа (Југозападна Енглеска), Цевлин је свргнут са места краља Западних Саса. Његов син Катвајн је заробљен и одлази у изгнанство.
- Лето – Цар Венди смањује порезе, због превелике количине хране и свиле у државним продавницама. Он шаље гласнике по централној Кини, редистрибуирајући земљу да би сиромашнима дао пољопривредну земљу.
- 8. децембар – Јапанског цара Сушуна убијају после 5 година на престолу агенти његовог ривала Умако Соге, који је љубоморан на цареву моћ. Наследила га је Суико, удовица покојног цара Бидацуа.
- Зима - Царица Суико премешта царску престоницу Јапана у палату Асука-Тојура (префектура Нара) током периода Асука.
- Григорије, епископ Тура, завршава своју Хисториа Францорум („Историја Франака“).